# Leopold Berchtold

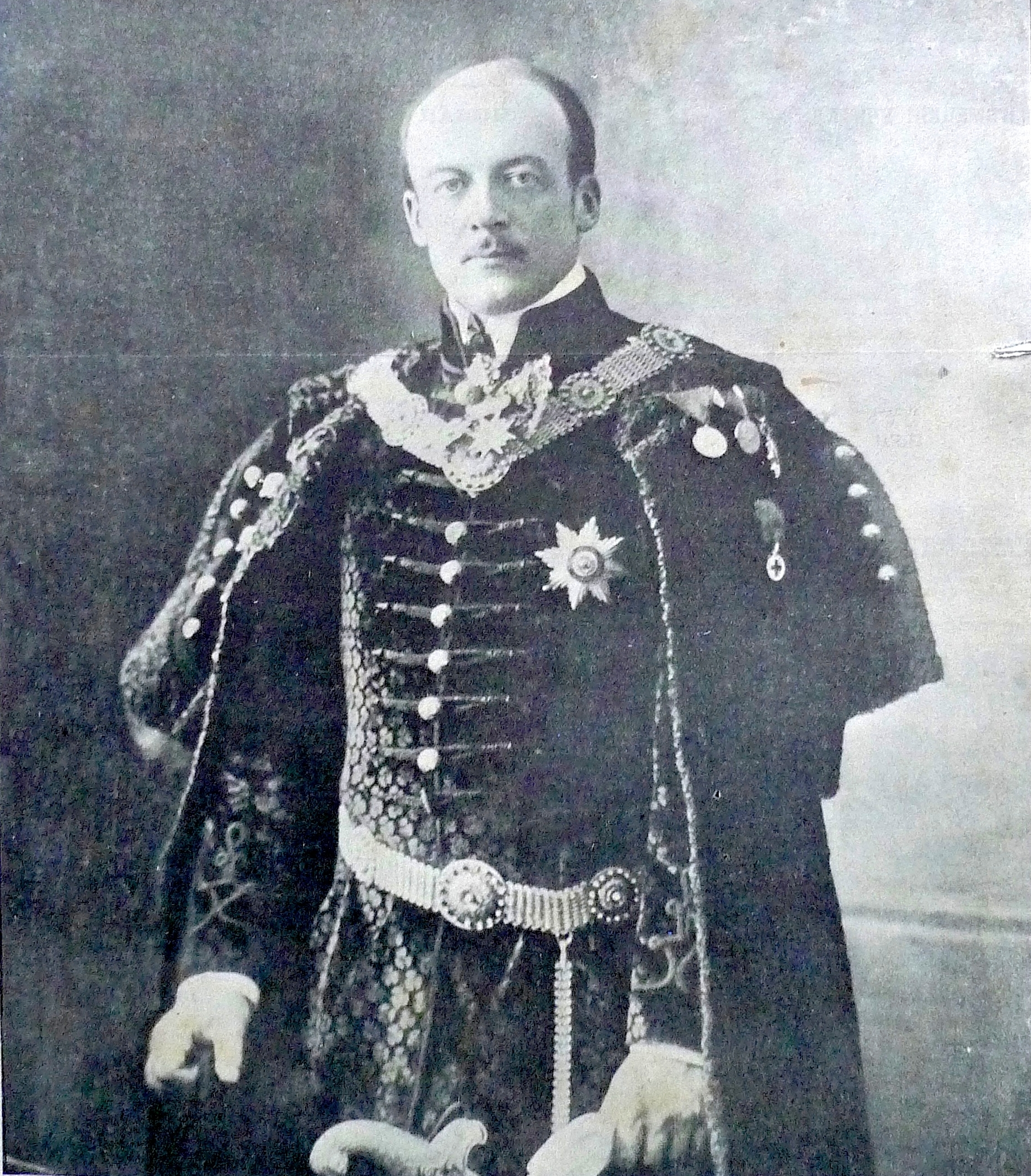
Leopold Berchtold

Leopold Anton Johann Sigismund Josef Korsinus Ferdinand Graf von Berchtold und Ugarschitz, Fratting und Pullitz (Wenen, 18 april 1863 – Sopron, 21 november 1942) was een Oostenrijk-Hongaars politicus van Tsjechische, Oostenrijkse, Duitse, Hongaarse en Franse afstamming.
Leopold Berchtold was van 1906 tot 1911 keizerlijk ambassadeur in Rusland. In die functie was hij nauw betrokken bij de voorgeschiedenis van de Bosnische crisis (Oostenrijk-Hongarije annexeerde in 1908 Bosnië en Herzegovina). Op voorspraak van Alois von Aehrenthal, de toenmalige minister van Buitenlandse Zaken, benoemde keizer Frans Jozef I hem tot diens opvolger als minister.
Aan de vooravond van de Eerste Wereldoorlog behoorde Berchtold samen met opperbevelhebber Franz Conrad von Hötzendorf en de minister van oorlog Alexander von Krobatin tot de zogenaamde 'Oorlogspartij' die de moord op troonopvolger aartshertog Frans Ferdinand en diens vrouw Sophie Chotek door de Servische nationalist Gavrilo Princip via een strafexpeditie in Servië wilde wreken. Een overwinning op het kleine Servië, meende de oorlogspartij, was gunstig voor het moreel van de Donaumonarchie, en zou de verdere afbraak van het land 'tijdelijk doen vergeten.' Het onaanvaardbare ultimatum dat naar Servië werd gestuurd, werd op 23 juli 1914 door de Servische regering afgewezen, waarna Oostenrijk-Hongaarse troepen Belgrado bestookten met kanonnen: enige dagen later ging dit conflict over in de Eerste Wereldoorlog.
Berchtold wilde een conflict met Italië vermijden en wilde dat dat land zijn neutraliteit zou behouden in het conflict. Italië eiste dat Oostenrijk-Hongarije de Italiaans sprekende delen van het keizerrijk aan Italië zou geven in ruil voor neutraliteit. Berchtold vond deze eis te ver gaan en diende zijn ontslag als minister in.
Na de Eerste Wereldoorlog trok Berchtold zich uit het openbare leven terug.